# Matthew Morrison
Matthew James Morrison (Fort Ord, Califórnia, 30 de Outubro de 1978) é um ator e cantor de teatro musical e televisão norte-americano. Fez várias peças de teatro como Hairspray e estrelou como Will Schuester, no seriado Glee.

## Biografia
Morrison estudou na Universidade de Nova Iorque, Tisch School of the Arts e na Orange County High School of the Arts. Fez sua estreia no teatro musical na Broadway, numa versão musical de Footloose, seguido por um revival de The Rocky Horror Show.
Sua grande oportunidade surgiu quando conseguiu o papel de "Link Larkin" na produção da Broadway de John Waters Hairspray. Após realizar no papel algum tempo, começou a trabalhar na televisão, como ator convidado em shows como Hack e Sex and the City. Também teve papéis pequenos em filmes como Marci X, Encino Man, Primary Colors e Simply Funk. Continuou fazendo o papel de "Sir Harry" na produção da ABC-TV Once Upon a Mattress, estrelada por Tracey Ullman e Carol Burnett.
Em 2005, Morrison fez o papel de "Fabrizio Nacarelli" em Adam Guettel's The Light in the Piazza, tendo sido nomeado para um Tony Award pelo seu desempenho.

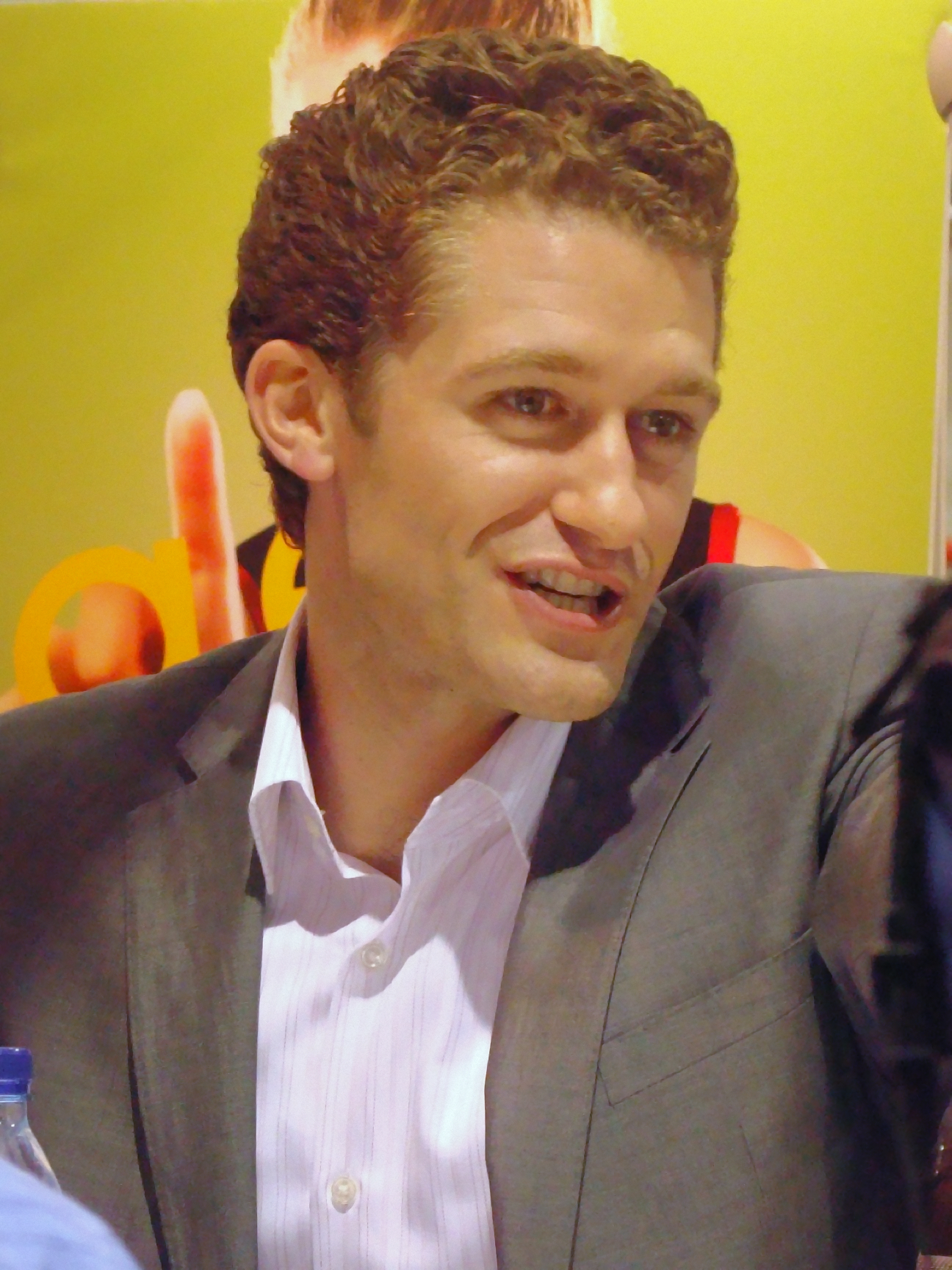
Morrison em San Diego, em 2010.

Morrison entrou para o elenco da novela As the World Turns como "Adão Munson" em 24 de outubro de 2006, mas deixou abruptamente logo depois, devido a um conflito de agendamento. 
Participou de um episódio da série Ghost Whisperer como Matthew, 3° temporada, no episódio 8-bad blood"
Recebeu uma indicação ao Drama Desk por seu papel no Off Broadway 10 Million Miles que decorreu no Atlantic Theater Company, em 2007. Naquele mesmo ano, apareceu em dois filmes: Eu, Meu Irmão e Nossa Namorada e Letra e Música.
Também participou em South Pacific como "Tenente Cable".
Depois de sair de South Pacific, Morrison estrelou como "Will Schuester" na série televisiva Glee, no episódio piloto que teve sua pré-visualização de televisão em 19 de maio de 2009. Retomou o seu papel na série, estreado em 9 de setembro de 2009. Seu papel é o de um professor de espanhol do ensino médio, que assume a tarefa de restaurar na escola onde trabalha, o Glee Club (Clube de Coral) à sua antiga glória.
Em 2011, além de continuar na série Glee, se lançou como cantor com o single Summer Rain.
Morrison também estrelou filmes, como What To Expect When You’re Expecting e Music and Lyrics.

## Filmografia

### Cinema
| Ano  | Título                               | Papel                               | Notas          |
| ---- | ------------------------------------ | ----------------------------------- | -------------- |
| 2003 | Detective Fiction                    | Jack jovem                          |                |
| 2003 | Marci X                              | Boyz R Us                           |                |
| 2006 | Blinders                             | Scott                               | Curta-metragem |
| 2007 | Music and Lyrics                     | Ray                                 |                |
| 2007 | I Think I Love My Wife               | Vendedor de loja de departamento #2 |                |
| 2007 | Dan in Real Life                     | Policial                            |                |
| 2012 | What to Expect When You're Expecting | Evan                                |                |
| 2013 | Underdogs                            | Jake                                |                |
| 2014 | Space Station 76                     | Daniel                              |                |
| 2016 | After the Reality                    | Scottie                             |                |
| 2017 | Tulip Fever                          | Mattheus                            |                |
| 2019 | Crazy Alien                          | Capitão Zach Andrews                |                |

### Televisão
| Ano       | Título                                 | Papel                 | Notas                                                |
| --------- | -------------------------------------- | --------------------- | ---------------------------------------------------- |
| 1997      | Relativity                             | Dr. Alexander         | Episódio: "Hearts and Bones"                         |
| 1999      | Sex and the City                       | Busboy jovem          | Episódio: "They Shoot Single People, Don't They?"    |
| 2003      | Hack                                   | Sam Wagner            | Episódio: "Blind Faith"                              |
| 2004      | Thank God It's Monday                  | Cris                  | Filme de TV                                          |
| 2005      | The Wonderful World of Disney          | Senhor Harry          | Episódio: "Once Upon A Mattress"                     |
| 2006      | As the World Turns                     | Adam Munson           | 17 episódios                                         |
| 2006      | Law & Order: Criminal Intent           | Chance Slaughter      | Episódio: "Proud Flesh"                              |
| 2006      | The Guiding Light                      | Dawson                | Episódio: 2 de junho                                 |
| 2007      | CSI: Miami                             | Jesse Stark           | Episódio: "Bloodline"                                |
| 2007      | Ghost Whisperer                        | Matt Sembrook         | Episódio: "Bad Blood"                                |
| 2007      | Nice Girls Don't Get the Corner Office | Brody                 | Filme de TV                                          |
| 2008      | Numb3rs                                | Oficial Blaine Cleary | Episódio: "Power"                                    |
| 2008      | The Battery's Down                     | Ele mesmo             | 3 episódios                                          |
| 2008      | The Oaks                               | Jim                   | Episódio: "Pilot"                                    |
| 2009      | Taking Chance                          | Robert Rouse          | Filme de TV                                          |
| 2009-2015 | Glee                                   | Will Schuester        | 121 episódios                                        |
| 2011      | The Cleveland Show                     | Will Schuester        | Episódio: "How Do You Solve a Problem Like Roberta?" |
| 2016      | Younger                                | Sebastian             | Episódio: "The Good Shepherd"                        |
| 2016      | The Good Wife                          | Connor Fox            | 6 episódios                                          |
| 2017-2018 | Grey's Anatomy                         | Dr. Paul Stadler      | 4 episódios                                          |
| 2019      | American Horror Story: 1984            | Trevor Kirchner       | 9 episódios                                          |
| 2020      | Dr. Seuss' the Grinch Musical          | Grinch                | Filme de TV                                          |
| 2023      | Paris Christmas Waltz                  | Leo Monroe            | Filme de TV                                          |